# Зацний Юрій Антонович
Юрій Антонович Зацний (нар. 1943) — учений-філолог (германські мови). Доктор філологічних наук, професор. Академік АН вищої школи України з 2015 року за науковим відділенням філології, мистецтвознавства та масової комунікації.

## Біографія
Народився 6 травня 1943 року в місті Кременець Тернопільської області. Закінчив Криворізький гірничо-рудний технікум за спеціальністю «геологія та розвідка корисних копалин» у 1964 році. Працював техніком-геологом та інженером-геологом Микитовської геолого-розвідувальної партії (місто Горлівка Донецької області). Закічив Горлівський державний педагогічний інститут іноземних мов у 1970 році по спеціальності «англійська мова». У 1972—1974 роках навчався в аспірантурі Київського державного педагогічного інституту іноземних мов. У 1975 році захистив кандидатську дисертацію на тему «Вплив американського варіанту англійської мови на британський на лексико-семантичному рівні». У 1999 році захистив докторську дисертацію на тему «Розвиток словникового складу сучасної англійської мови». У 1980 році було присуджено вчене звання доцента, у 2000 році — вчене звання професора. Місця роботи: з 1970 по 1978 роки — Горлівський державний педагогічний інститут іноземних мов, на посадах викладача, старшого викладача; з 1978 року по теперішній час — Запорізький державний педагогічний інститут (зараз — Запорізький національний університет) на посадах завідувача кафедри, декана, професора.
У 2003 році отримав грант програми імені Фулбрайта на проведення науково-дослідної роботи і перебував у США протягом восьми місяців. Видав 4 монографії, 6 словників, понад 60 статей, у тому числі 2 статті — у збірниках, зареєстрованих в міжнародній наукометричній базі даних ESCI Scopus.
Основні навчальні курси: Лексикологія, стилістика англійської мови, порівняльна лексикологія, порівняльна лінгвістика, основи соціальної лінгвістики, основи неології. Видав 8 навчальних посібників. Підготував 6 докторів і 20 кандидатів наук.
Член редколегії у 3 фахових виданнях. Голова спеціалізованої докторської вченої ради Д 17.051.02. у Запорізькому національному університеті.
Звання «Заслужений діяч науки і техніки України» присуджено Указом Президента України у 2009 році. Державну стипендію видатним діячам освіти присуджено Указом Президента України у 2014 році. У 2015 році був обраний Академіком Академії наук вищої школи України.